# Drosophila paralongifera
Drosophila paralongifera este o specie de muște din genul Drosophila, familia Drosophilidae, descrisă de Gupta și Singh în anul 1981. Conform Catalogue of Life specia Drosophila paralongifera nu are subspecii cunoscute.